# Mia Aarwen
Mia Aarwen, pseudoniem  van Maria Frederika Wardenaar, (Nederlands-Indië, Kediri, 5 december 1868 – Haarlem, 21 juni 1931) was een Nederlands kunstenares van Nederlands-Indische komaf. Ze was dochter van Charles Thomas Wardenaar en een Indische vrouw Warsina. Ze huwde met pianist en pianofabrikant Willebrordus Naessens. Ze werd begraven te Baarn.
Ze bewoog zich binnen het gehele artistieke vlak: ze staat te boek als actrice, musicus, zangeres, schrijfster en kunstschilderes. Ze was in Nederland oprichtster en leidster van de Eurasia-avonden, lid van de Vereeniging Oost en West, stuwende kracht achter Boeatan en schreef in het blad Vad. Haar grootste bekendheid verwierf ze met toneelspel. Het Bataviaasch Nieuwsblad noteerde haar in haar In memoriam als “ongelofelijk in rollen van Indo-Europeesche en Indische vrouw”. Zo stond ze op de planken in het werk Totok en Indo van Jan Fabricius in de Princesse Schouwburg (Den Haag). In 1930 speelde ze nog de hoofdrol in Het spookhuis (Goena, goena), een Indische klucht van Henri van Wermeskerken voor de Vereeniging Oost en West. Een jaar eerder trad ze op in de door haarzelf geschreven toneelstukken De Gandasoelielegende en Tjangs. 
Ze was daarbij bekend als ondersteuner van jong talent. Ze was enkele jaren lid van de Bond van Nederlandsche Tooneelschrijvers. Als schilderes was ze gespecialiseerd in Indische taferelen, waarmee ze een enkele keer exposeerde. 
De laatste jaren bracht ze door in Amsterdam (tot 1930 aan het Hoofddorpplein) en Den Haag, maar overleed in de Mariastichting in Haarlem. 